# 1994 en arts plastiques
| Années des arts plastiques : 1991 - 1992 - 1993 - 1994 - 1995 - 1996 - 1997    |
| Décennies des arts plastiques : 1960 - 1970 - 1980 - 1990 - 2000 - 2010 - 2020 |

Cette page concerne l'année 1994 en arts plastiques.

## Événements
- Dissolution du collectif d'artistes québécois .(La Société de conservation du présent).

## Décès
- 1er janvier : Germaine Lacaze, peintre, graveuse et aquafortiste française (° 20 décembre 1908),
- 3 janvier : Louis Mazot, peintre français (° 26 avril 1919),
- 4 janvier : Elemer Vagh Weinmann, peintre hongrois naturalisé français (° 20 décembre 1906),
- 13 mars : Jacques Doucet, peintre français (° 1924),
- 7 avril : Luc Peire, peintre et graveur belge (° 7 juillet 1916),
- 12 avril : Jean Joyet, peintre, graveur, lithographe et sculpteur français de l'École de Paris (° 25 mai 1919),
- 15 avril : Raymond Moisset, peintre français (° 21 mai 1906),
- 16 avril : Édith Berger, peintre française (° 28 novembre 1900),
- 24 avril : Alighiero Boetti, peintre, sculpteur et plasticien italien, lié au mouvement Arte povera (° 16 décembre 1940),
- 10 mai : Lucebert, poète, peintre et dessinateur néerlandais (° 15 septembre 1924),
- 24 mai : Jean Chapin, peintre et lithographe français (° 21 février 1896),
- 28 mai : Max Walter Svanberg, peintre suédois (° 21 février 1912),
- 30 mai : Ruth Wenger, chanteuse d'opéra et peintre suisse (° 31 octobre 1897),
- 2 juin : Claude Lepape, peintre, graveur et décorateur de théâtre français (° 9 février 1913),
- 15 juin :
  - Janko Brašić, peintre serbe puis yougoslave (° 9 janvier 1906),
  - Orfeo Tamburi, peintre, aquarelliste, dessinateur, illustrateur et scénographe italien (° 28 mai 1910),
- 16 juin : Chrix Dahl, peintre et illustrateur norvégien (° 5 janvier 1906),
- 27 juin : André-François Breuillaud, peintre français (° 13 juillet 1898),
- 28 juin : Jacques Dubois, graphiste, photographe humaniste et peintre français (° 25 octobre 1912),
- 2 juillet : Henri Malvaux, peintre, graveur, sculpteur, mosaïste, cinéaste et enseignant français (° 27 avril 1908),
- 5 juillet : Pierre-Gérard Langlois, peintre et lithographe français (° 27 juin 1940),
- 12 juillet : Carlo Mattioli, graveur italien (° 8 mai 1911),
- 15 juillet : Eugène Baboulène, peintre figuratif français (° 18 août 1905),
- 29 juillet : Paul Delvaux, peintre belge (° 23 septembre 1897),
- 31  juillet : Jan Schoonhoven, peintre et sculpteur néerlandais (° 26 juin 1914),
- 4 août :
  - René Bernasconi, peintre, graphiste et sculpteur suisse (° 15 avril 1910),
  - Irène Lagut, peintre française (° 3 janvier 1893),
- 9 août : Roger Bezombes, peintre français (° 17 janvier 1913),
- 29 août : Max Papart, peintre, graveur, illustrateur et collagiste français (° 19 décembre 1911),
- 3 septembre : Níkos Chatzikyriákos-Ghíkas, peintre, sculpteur, graveur et écrivain grec (° 26 février 1906),
- 11 septembre : Roger Toulouse, peintre, sculpteur, poète et illustrateur français (° 19 février 1918),
- 9 octobre : Victor Journo, peintre franco-tunisien (° 20 octobre 1917),
- 14 octobre : Egon von Vietinghoff, peintre suisse, auteur de livres spécialisés et philosophe de la peinture  (° 6 février 1903),
- 20 octobre : Jacques Richez, graphiste belge et français (° 7 juin 1918),
- 21 octobre : Dan Solojoff, poète, peintre et illustrateur russe puis soviétique et français (° 27 février 1908),
- 4 novembre : Sam Francis, peintre américain (° 25 juin 1923),
- 19 novembre : Étienne Ritter, peintre français (° 17 février 1934),
- 9 décembre : Max Bill, architecte, peintre, sculpteur, designer, créateur de caractères, graphiste, éditeur, théoricien de l’art et homme politique suisse (° 22 décembre 1908),
- 12 décembre : Jabra Ibrahim Jabra, romancier, poète, critique, dramaturge, mémorialiste et peintre arabe palestinien (° 28 août 1919),
- 20 décembre : Angel Alonso, peintre français d'origine espagnole (° 4 mars 1923),
- 23 décembre : Paul Georges Klein, peintre et dessinateur français (° 20 septembre 1909),
- 28 décembre : Philippe Morisson, peintre, auteur de collages et graveur (lithographe et aquafortiste) abstrait géométrique français (° 24 juillet 1924),
- ? :
  - Radia Bent Lhoucine, peintre marocaine (° 1912),
  - Gregorio Calvi di Bergolo, peintre italien (° 18 juillet 1904),
  - Gabriel Couderc, peintre français (° 26 décembre 1905),
  - Roger Crusat, peintre et lithographe figuratif français (° 1917),
  - Nina Sergueieva, peintre soviétique puis russe (° 15 avril 1921),
  - Soichiro Tomioka, peintre abstrait japonais (° 1917),
  - Nakao Yoshitaka, artiste graveur japonais (° 1911),
  - Tran Van Can, peintre, graveur et laqueur vietnamien (° 13 août 1910 ou 13 octobre 1910).